# Ninemile Creek (Onondaga Lake)
Der Ninemile Creek, gelegentlich auch Nine Mile Creek, ist ein Fluss im Onondaga County im US-amerikanischen Bundesstaat New York. 

## Flusslauf
Der Ninemile Creek entspringt als einziger Abfluss dem Otisco Lake an seinem Nordende nahe der Siedlung Amber, fließt nördlich durch Marcellus und Marcellus Falls, wendet sich bei Martisco nach Nordosten, durchquert den Ort Camillus und mündet schließlich im Bereich der Siedlung Lakeland am Westufer des Onondaga Lake.
Der Ausfluss aus dem Otisco Lake ist durch einen Damm, der den Wasserstand im See steuert, reguliert. In Amboy, auf halbem Weg zwischen Camillus und der Mündung, ist eine ehemalige Staustufe im Flusslauf weitgehend verfallen, staut aber den Fluss auf etwa einen Kilometer Länge um etwa 30 cm auf. Es bestehen Pläne, diese Staustufe endgültig zu beseitigen. 
Zwischen Otisco Lake und Marcellus ist der Fluss als öffentliches Angelgebiet ausgewiesen. Hier werden in erster Linie Bachsaiblinge und Forellen, aber auch andere Fischarten gefangen.
Teile des Unterlaufes des Flusses waren in den Eriekanal eingebunden, von dem Reste in der Umgebung des Ninemile Creek noch sichtbar sind. Darunter befindet sich ein Aquädukt, auf dem der Kanal den Fluss überquerte.
Nachdem im Unterlauf des Flusses durch industrielle Einleitungen starke Umweltverschmutzungen entstanden, die ab den 1990er Jahren durch die Schließung des hauptverursachenden Werkes endeten, wurden bis 2014 diverse Renaturisierungsmaßnahmen vorgenommen. Dabei wurden 12 Hektar Boden ausgetauscht, große Flächen wiedervernässt, mehr als 41.000 Bäume neu gepflanzt und etwa 150 verschiedene Fischarten, Vögel und andere einheimische Tierarten angesiedelt.